# Bảo tàng Khai thác ở Nowa Ruda
Bảo tàng Khai thác ở Nowa Ruda (tiếng Ba Lan: Muzeum Górnictwa w Nowej Rudzie) là một bảo tàng tư nhân tọa lạc tại số 4 Phố Obozowa, Nowa Ruda, Ba Lan. Bảo tàng nằm trong địa điểm trước đây từng là Mỏ than Nowa Ruda. Ngoài Bảo tàng, địa điểm này còn tổ chức Tuyến Du lịch Dưới lòng đất mang tên "Mỏ than ở Nowa Ruda".

## Lược sử hình thành
Ý tưởng thành lập Bảo tàng được hình thành từ năm 1992, và người khởi xướng là Czesław Lis - một nhân viên của Mỏ than Nowa Ruda. Ý tưởng này đã được các nhà chức trách của thành phố Nowa Ruda chấp nhận. Bảo tàng Khai thác ở Nowa Ruda chính thức được thành lập vào năm 1996. Hiện tại, chủ sở hữu của Bảo tàng là Barbara Korbas, doanh nghiệp hoạt động dưới tên Xí nghiệp Dịch vụ Du lịch "Mỏ than".

## Triển lãm

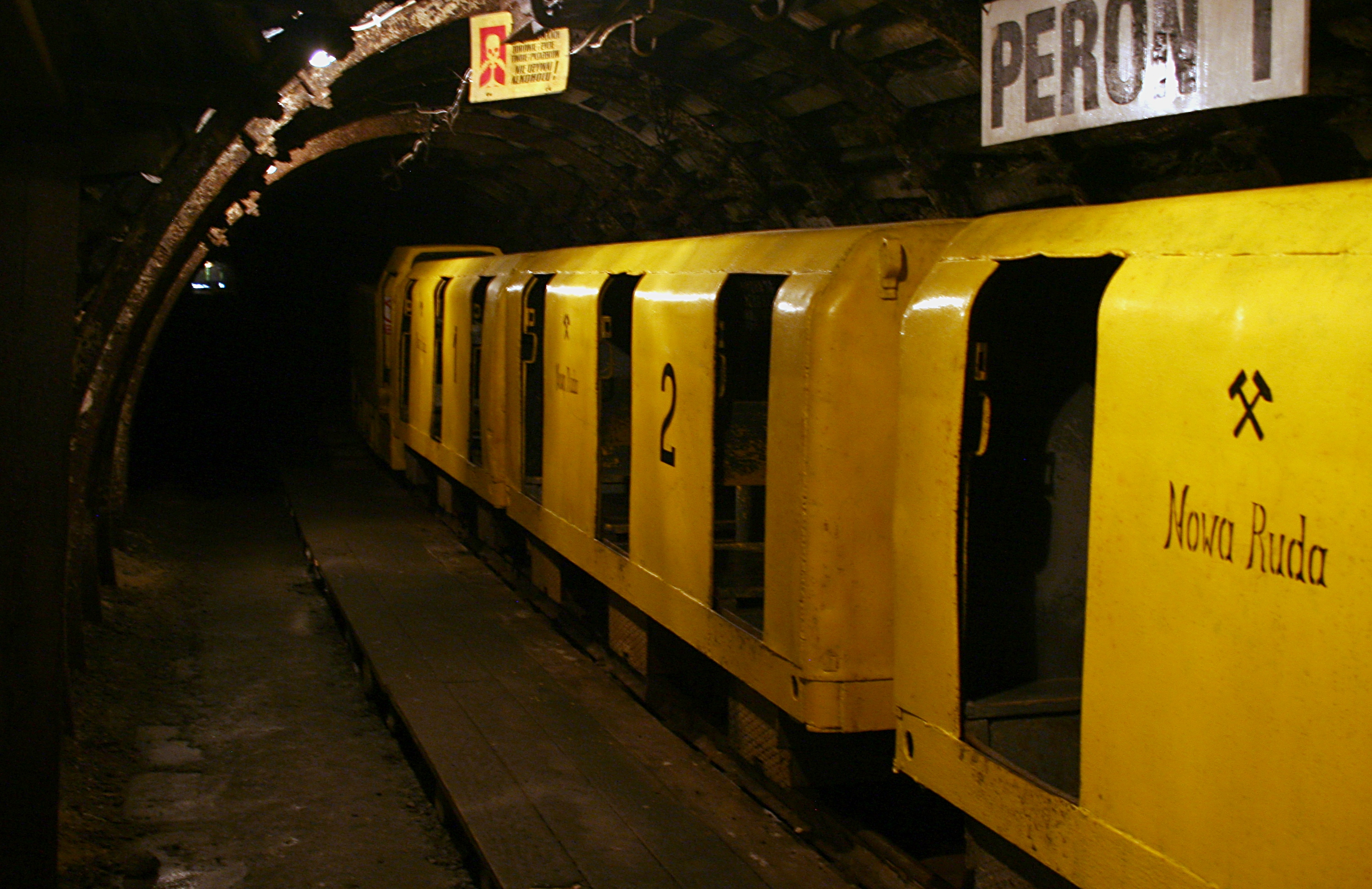
Tuyến Du lịch Dưới lòng đất "Mỏ than ở Nowa Ruda"

Bộ sưu tập của Bảo tàng Khai thác ở Nowa Ruda hiện đang bao gồm các triển lãm: lịch sử khai thác than ở địa phương, các công cụ và thiết bị khai thác, trang phục lao động, mô hình của các tòa nhà và máy móc cũ, cùng các thứ khác.

## Giờ mở cửa
Bảo tàng Khai thác ở Nowa Ruda hoạt động quanh năm, mở cửa tất cả các ngày trong tuần, trừ một số trường hợp ngoại lệ vào các ngày lễ. Khách tham quan phải trả phí vào cửa.